# Zarpen
Zarpen is een gemeente in de Duitse deelstaat Sleeswijk-Holstein, en maakt deel uit van de Kreis Stormarn.
Zarpen telt 1.444 inwoners.

## Geografische ligging
Zarpen ligt aan de Heilsau. In Zarpen mond de Ellerbek in de Heilsau.
Buurgemeenten zijn: Badendorf, Rehhorst, Heidekamp, Wesenberg en Heilshoop.
Ahrensburg ·
Ammersbek ·
Bad Oldesloe ·
Badendorf ·
Bargfeld-Stegen ·
Bargteheide ·
Barnitz ·
Barsbüttel ·
Braak ·
Brunsbek ·
Delingsdorf ·
Elmenhorst ·
Feldhorst ·
Glinde ·
Grabau ·
Grande ·
Grönwohld ·
Großensee ·
Großhansdorf ·
Hamberge ·
Hamfelde ·
Hammoor ·
Heidekamp ·
Heilshoop ·
Hohenfelde ·
Hoisdorf ·
Jersbek ·
Klein Wesenberg ·
Köthel ·
Lasbek ·
Lütjensee ·
Meddewade ·
Mönkhagen ·
Neritz ·
Nienwohld ·
Oststeinbek ·
Pölitz ·
Rausdorf ·
Rehhorst ·
Reinbek ·
Reinfeld ·
Rethwisch ·
Rümpel ·
Siek ·
Stapelfeld ·
Steinburg ·
Tangstedt ·
Todendorf ·
Travenbrück ·
Tremsbüttel ·
Trittau ·
Wesenberg ·
Westerau ·
Witzhave ·
Zarpen